# Sint-Judocuskerk (Maleizen)

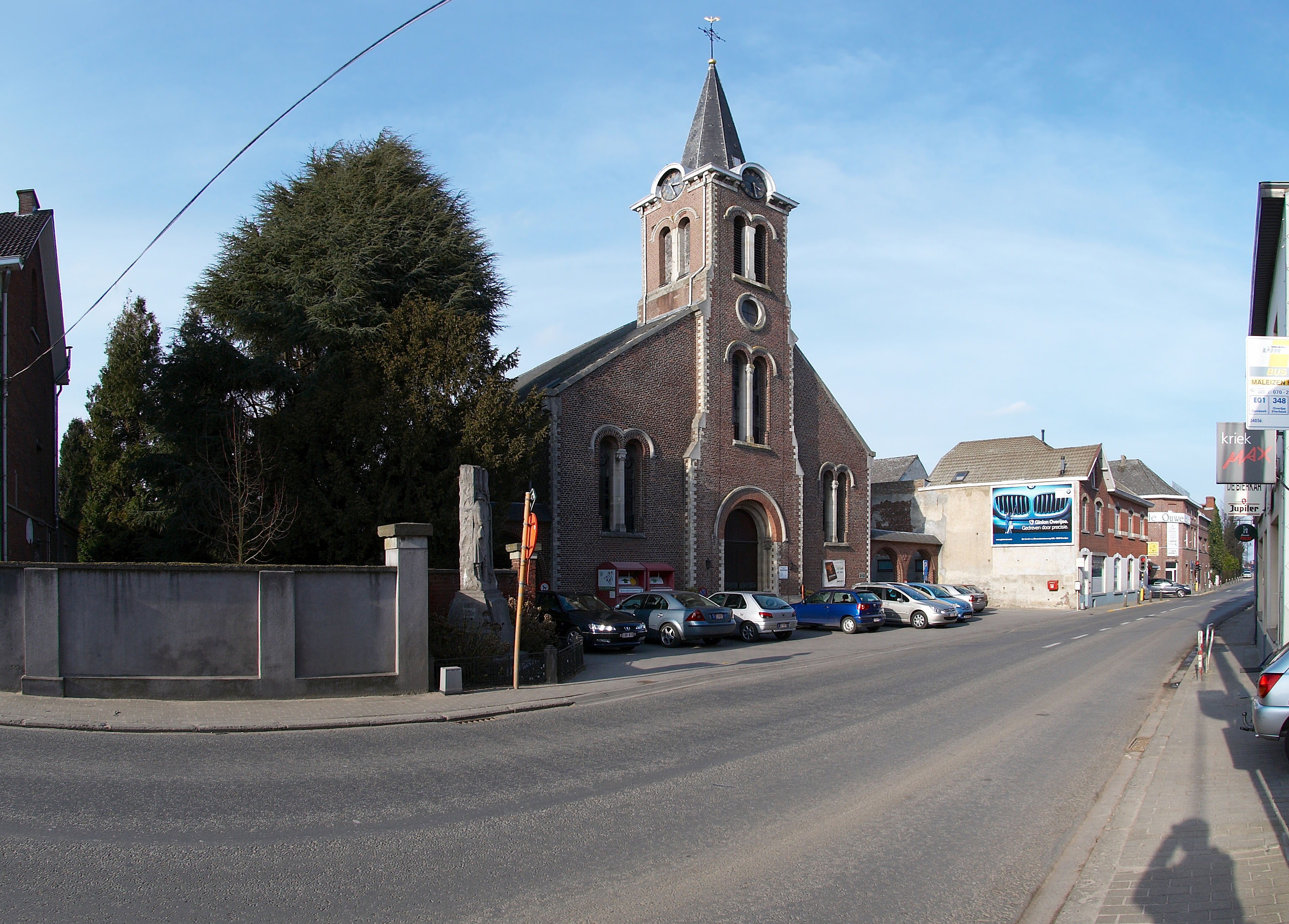
Sint-Judocuskerk

De Sint-Judocuskerk is de parochiekerk van de tot de Vlaams-Brabantse gemeente Overijse behorende plaats Maleizen, gelegen aan de Terhulpensesteenweg 464.

## Geschiedenis
In 1310 werd de kapelanie van Sint-Judocus opgericht. Deze viel onder de parochie van Terhulpen. Er werd ook een kapel gebouwd die in 1695 voor het eerst werd afgebeeld. In 1802 werd de kapel al in slechte staat bevonden.
In 1865 werd een definitieve kerk gebouwd naar ontwerp van Louis Spaak. De kapel werd in 1883 verkocht en afgebroken. Het geld werd gebruikt om de nieuwe kerk te bekostigen.

## Gebouw
Het betreft een eenbeukige bakstenen kerk die naar het noordwesten is georiënteerd. De kerk bezit neoromaanse stijlelementen. De toren is in de voorgevel ingebouwd en de kerk heeft een halfronde apsis.
Achter de kerk bevindt zich een kerkhof.

## Interieur
De kerk bezit een 17e-eeuws Sint-Judocusbeeld. Het verdere meubilair is voornamelijk neogotisch uit de 2e helft van de 19e eeuw en ook werden omstreeks 1965 een aantal kunstwerken toegevoegd.